# Dick Lowry
Dick Lowry (Oklahoma, 15 settembre 1944) è un regista e produttore televisivo statunitense.

## Filmografia parziale

### Regista

#### Cinema
- The Drought (1975)
- Skin – cortometraggio (1992)

#### Televisione
- Buck Rogers (Buck Rogers in the 25th Century) – serie TV, episodi 1x03-1x04-1x09 (1979)
- OHMS – film TV (1980)
- Barnaby Jones – serie TV, episodi 7x02-7x13-8x18 (1978-1980)
- Kenny Rogers as The Gambler – film TV (1980)
- La storia di Jayne Mansfield (The Jayne Mansfield Story) – film TV (1980)
- Storia di Owen (Angel Dusted) – film TV (1981)
- Coward of the County – film TV (1981)
- Qualche giorno a Weasel Creek (A Few Days in Weasel Creek) – film TV (1981)
- Pigs e Freaks (Pigs vs. Freaks) – film TV (1982)
- Tom e Huck - Avventure sul Mississippi (Rascals and Robbers: The Secret Adventures of Tom Sawyer and Huck Finn) – film TV (1982)
- Storia di una madre (Missing Children: A Mother's Story) – film TV (1982)
- Wet Gold (1984) – film TV
- Assassinio allo specchio (Murder with Mirrors), 1985) – film TV
- American Harvest (1987) – film TV
- Case Closed (1988) – film TV
- La stoffa del campione (Unconquered, 1989) – film TV
- Delitto a Howard Beach (Howard Beach: Making a Case for Murder, 1989) – film TV
- Volo 243 atterraggio di fortuna (Miracle Landing, 1990) – film TV
- The Gambler Returns: The Luckof the Draw (1991) – film TV
- Il giorno del sacrificio (Ambush in Waco: In the Line of Duty, (1993) – film TV
- Giustizia per un amico (In the Line of Duty: The Prince of Vengeance, (1994) – film TV
- Texas Justice (1995) – film TV
- A Horse for Danny (1995) – film TV
- Il fuoco e la passione (Smoke Jumpers, 1996) – film TV
- Vite bruciate (In the Line of Duty: Blaze of Glory, 1997) – film TV
- Two Came Back (1997) – film TV
- Mr. Murder (1998) – film TV
- Atomic Train (1999) – film TV
- The Diamond of Jeru (2001) – film TV
- Little John (2002) – film TV
- Catastrofe a catena (Category 6: Day of Destruction, 2004) – film TV
- S.O.S. - La natura si scatena (Category 7: The End of the World, 2005) – film TV
- Le campane d'argento (Silver Bells, 2005) – film TV
- Jesse Stone: Innocents Lost (2011) – film TV

#### Miniserie televisive
- La via del West (Dream West) (1986)
- Attila, l'unno (Attila) (2001)

### Regista e attore
- Smokey and the Bandit part 3 (1983)